# أميرة جرندة
هذه القائمة تحتوى على أميرات ودوقات بالزواج منذ عام 1388، يعتبر هذا اللقب لقب زوجة وريث عرش تاج أراغون، ولكن من حيث الميلاد أميرتين فقط حملتا هذا اللقب خوانا المجنونة (1516-1502) في العصور الوسطى لأن القوانين في ذلك الوقت التي أدخلتها أسرة برشلونة كانت تحرم على المرأة حمل هذا اللقب، ولكن كانت تسمح بانتقال العرش عبر الإناث من خلال الأبن، وأيضا اليوم الأميرة ليونور هي حاملة هذا اللقب.

## دوقات جرندة
حملهن اللقب من خلال أزواجهن (كونت جرندة).
| الصورة | الاسم                   | الوالد                                | الميلاد        | الزواج        | أصبحت دوقة    | توقفت عن استخدام           | الوفاة         | الزوج           |
| ------ | ----------------------- | ------------------------------------- | -------------- | ------------- | ------------- | -------------------------- | -------------- | --------------- |
|        | مارثا من أرمانياك       | جان الأول دي أرمانياك (أرمانياك)      | 18 فبراير 1347 | 24 يونيو 1373 | 24 يونيو 1373 | 23 أكتوبر 1378             | 23 أكتوبر 1378 | إنفانتي خوان    |
|        | فيولانتي دي بار         | روبرت الأول، كونت بار (مونتبليارد)    | 1365           | 2 فبراير 1380 | 2 فبراير 1380 | 6 يناير 1387 أصبحت ملكة    | 3 يوليو 1431   | إنفانتي خوان    |
|        | إنفانتا ماريا من قشتالة | إنريكي الثالث ملك قشتالة (تراستامارا) | 1 سبتمبر 1401  | 12 يونيو 1415 | 12 يونيو 1415 | 19 فبراير 1416 أصبحت أميرة | 4 أكتوبر 1458  | إنفانتي ألفونسو |

## أميرات جرندة
في 1416 رفع فرناندو الأول لقب إلى إمارة.
| الصورة | الاسم                        | الوالد                                            | الميلاد        | الزواج         | أصبحت أميرة                             | توقف عن استخدام          | الوفاة         | الزوج        |
| ------ | ---------------------------- | ------------------------------------------------- | -------------- | -------------- | --------------------------------------- | ------------------------ | -------------- | ------------ |
|        | إنفانتا ماريا من قشتالة      | إنريكي الثالث ملك قشتالة (تراستامارا)             | 1 سبتمبر 1401  | 12 يونيو 1415  | 19 فبراير 1416 توقف عن استخدام لقب دوقة | 2 أبريل 1416 أصبحت ملكة  | 4 أكتوبر 1458  | أمير ألفونسو |
|        | إيزابيلا الأولى ملكة قشتالة  | خوان الثاني ملك قشتالة (تراستامارا)               | 22 أبريل 1451  | 19 أكتوبر 1469 | 19 أكتوبر 1469                          | 20 يناير 1479 أصبحت ملكة | 26 نوفمبر 1504 | أمير فرناندو |
|        | أرشيدوقة مارغريت من النمسا   | ماكسيمليان الأول، إمبراطور روماني مقدس (هابسبورغ) | 10 يناير 1480  | 3 أبريل 1497   | 3 أبريل 1497                            | 4 أكتوبر 1497 وفاة الزوج | 1 ديسمبر 1530  | أمير خوان    |
|        | ماريا مانويلا أميرة البرتغال | جواو الثالث ملك البرتغال (أفيز)                   | 15 أكتوبر 1527 | 15 نوفمبر 1543 | 15 نوفمبر 1543                          | 12 أغسطس 1545            | 12 أغسطس 1545  | أمير فيليب   |
|        | ماري الأولى ملكة إنجلترا     | هنري الثامن ملك إنجلترا (تيودور)                  | 18 فبراير 1516 | 25 يوليو 1554  | 25 يوليو 1554                           | 16 يناير 1556 أصبحت ملكة | 17 نوفمبر 1558 | أمير فيليب   |
|        | أميرة إليزابيث من فرنسا      | هنري الرابع ملك فرنسا (بوربون)                    | 22 نوفمبر 1602 | 25 نوفمبر 1615 | 25 نوفمبر 1615                          | 31 مارس 1621 أصبحت ملكة  | 6 أكتوبر 1644  | أمير فيليب   |
|        | ليتيزيا أورتيز روكاسولانو    | خيسوس خوسيه أوتيز ألفاريز                         | 15 سبتمبر 1972 | 22 مايو 2004   | 22 مايو 2004                            | 19 يونيو 2014 أصبحت ملكة | -              | أمير فيليبي  |
| 'شاغل' |                              |                                                   |                |                |                                         |                          |                |              |